# Neumühle (Mühlhausen)
Neumühle ist ein Gemeindeteil des Marktes Mühlhausen im Landkreis Erlangen-Höchstadt (Mittelfranken, Bayern). Neumühle liegt in der Gemarkung Mühlhausen.

## Geografie
Die Einöde bestehend aus einem Wohn- und mehreren Nebengebäuden liegt am Allbach, der unmittelbar südlich als linker Zufluss in die Reiche Ebrach mündet. Nordwestlich des Ortes beim Flurgebiet Steinernes Brücklein speist dieser einige Weiher. Westlich des Ortes schließt ein Gewerbegebiet von Mühlhausen an, 0,2 km südwestlich liegt Simmersdorf. Ansonsten besteht die Umgegend aus Acker- und Grünland. Ein Anliegerweg führt nach Mühlhausen (0,2 km östlich).

## Geschichte
Die Mühle ist wahrscheinlich 1783 anstelle der alten, bereits 1327 erwähnten Mühle bei Simmersdorf errichtet worden.
Gegen Ende des 18. Jahrhunderts gehörte Neumühle zur Realgemeinde Simmersdorf. Das Hochgericht übte das bambergische Centamt Wachenroth aus. Grundherr der Mühle war das Katharinenspital Bamberg. Die Mühle war Haus Nr. 28 des Ortes Simmersdorf.
Im Rahmen des Gemeindeedikts wurde Neumühle dem 1808 gebildeten Steuerdistrikt Mühlhausen und der im selben Jahr gebildeten Ruralgemeinde Mühlhausen zugewiesen.

### Baudenkmal
- Haus Nr. 1: Mühle

### Einwohnerentwicklung
| Jahr      | 001861 | 001871 | 001885 | 001900 | 001925 | 001950 | 001961 | 001970 | 001987 | 002019 |
| Einwohner | 10     | 6      | 7      | 6      | 5      | 7      | 4      | 4      | 5      | 3      |
| Häuser    |        |        | 1      | 1      | 1      | 1      | 1      |        | 1      |        |
| Quelle    | [ 10 ] | [ 11 ] | [ 12 ] | [ 13 ] | [ 14 ] | [ 15 ] | [ 16 ] | [ 17 ] | [ 18 ] | [ 1 ]  |

## Religion
Der Ort ist seit der Reformation evangelisch-lutherisch geprägt und nach St. Maria und Kilian (Mühlhausen) gepfarrt. Die Einwohner römisch-katholischer Konfession sind nach St. Gertrud (Wachenroth) gepfarrt.